# مالك رحيم
ولد مالك رحيم في عام 1948 باسم دونالد غايتون، هو ناشط أمريكي في مجالَي السكن والسجون، يقيم في مكان نشأته في نيو أورلينز في لويزيانا، منذ أواخر تسعينيات القرن الماضي. عُرف رحيم على المستوى الوطني في عام 2005 بكونه منظمًا اجتماعيًا في نيو أورلينز بفضل عمله في التصدي للدمار الواسع الذي سببه إعصار كاترينا، وشارك حينها بتأسيس «تجمع الأرضية المشتركة».
رحيم محارب قديم وعضو سابق في حزب النمور السود في نيو أورلينز، انتقل في عام 1970 إلى كاليفورنيا، وعمل في قضايا متعلقة بتأمين السكن ميسور التكلفة في سان فرانسيسكو. وأسس عند عودته إلى نيو أورلينز «مركز التطوير والإسكان الانتقالي الاستثماري في ألجيرز»، والذي ساعد أكثر من ألف مجرم سابق بعد إطلاق سراحهم. كان أيضًا عضوًا مؤسسًا في منظمة «الحج من أجل الحياة» التي تنادي بإلغاء عقوبة الإعدام في الولاية.
خاض رحيم انتخابات مجلس مدينة نيو أورلينز في عام 2002، ممثلًا حزب الخضر لكنه لم ينجح. وفي عام 2008 خاض انتخابات مجلس النواب لنيل مقعد الكونغرس الثاني لمقاطعة لويزيانا مع ثلاثة مرشحين آخرين. كان رحيم مرشحًا عن حزب الخضر، وفاز حينها المرشح الجمهوري جوزيف قاو.

## النشأة والتعليم
ولد دونالد غايتون في عام 1948 في ألجيرز في لويزيانا، جنوب نهر الميسيسيبي في مدينة نيو أورلينز، ترعرع في المدينة الصناعية. درس في ثانوية لاندري، لكنه غادرها دون إتمام الدراسة الثانوية. انضم إلى القوات البحرية في جيش الولايات المتحدة وشارك في حرب فيتنام.

## النشاط في نيو أورلينز
في مايو 1970 وبعد أن أنهى خدمته، عاد غايتون إلى نيو أورلينز. شارك في محاولة تنظيم فرع لحزب النمور السود في لويزيانا. ولهذا الهدف أُسست «اللجنة الوطنية لمحاربة الفاشية»، والتي تطورت لتكون فرع حزب النمور السود في الولاية. كان مقرها منزلًا في شارع سانت توماس. نفذت المجموعة نشاطات سياسية، بالإضافة لتقديم الفطور المجاني والتعليم وبرامج مكافحة الجرائم الموجهة لسكان المجتمع المحلي وخاصة الأطفال. وعندما علم صاحب المنزل بارتباطات أفرادها طردَ المجموعة. في هذه الفترة اتخذ غايتون اسم مالك رحيم واحتفظ به بعد ذلك.
انتقلت المجموعة التي سيكون أفرادها في ما بعد أعضاءً في حزب النمور السود إلى منزل في شارع بييتي قرب مشروع الإسكان المسمى «ديزاير». رفضت المجموعة المغادرة عندما تلقت إشعارًا بإخلاء البيت في سبتمبر 1970. داهمت الشرطة المنزل في 14 سبتمبر 1970، وكان أفرادها مسلحين بالرشاشات واستخدموا ما كان يدعى «عربة حرب». واستخدموا الرشاشات في اقتحام المنزل وألحقوا به ضررًا كبيرًا دون أن يصاب أي من أعضاء النمور السود. خرج رحيم ومجموعة من الأفراد من المنزل، واعتُقلوا ووضعوا على قائمة الإعدام في سجن أنغولا بانتظار أن توجه إليهم التهم، واعتقل المزيد من الأعضاء بعد تبادل إطلاق النار للمرة الثانية في شهر نوفمبر، لكن العدد هذه المرة كان كبيرًا فلم يسمح بتنفيذ الإعدام بحق المعتقلين، ووُضع بعضهم في قبو السجن بانتظار المحاكمة.
انتقل العديد من الأعضاء الباقين إلى بيت آخر في مشروع «ديزاير». ونفذت الشرطة مداهمة ثانية في 19 نوفمبر بناء على طلب مالك المنزل الذي أراد طرد المجموعة. بعد تبادل إطلاق النار للمرة الثانية وحدوث مواجهة قصيرة، منع الآلاف من سكان المشروع الشرطةَ من الدخول. قُتل أحد المارّة على يد الشرطة أثناء إطلاق النار. في 26 نوفمبر نجحت الشرطة في المداهمة عن طريق تنكر بعض الضباط بهيئة كهنة شاركوا في برنامج الفطور.
كان رحيم، الذي أصبح وزير الدفاع في الحزب، واحدًا من اثني عشر فردًا من النمور السود الذين وجهت لهم تهم القتل من قبل السلطات في نيو أورلينز، لانخراطهم بإطلاق النار مع الشرطة. برأتهم هيئة المحلفين جميعًا.

## كاليفورنيا والنشاط المجتمعي (1970-2002)
انتقل رحيم بعد إطلاق سراحه إلى لوس أنجلوس في كاليفورنيا، حيث اجتاز امتحانات تطوير التعليم العام التي تعادل الشهادة الثانوية ثم درس فصلًا واحدًا في الجامعة. ولكنه تورط في ارتكاب جريمة وأدين بتهمة السطو المسلح، وأكمل عقوبة مدتها خمس سنوات في السجن في لوس أنجلوس، انتهت فترة سجنه في أوائل الثمانينيات. وفقًا لقوله فقد أدى ذلك الأمر إلى عودته إلى النشاط السياسي. ركز في بادئ الأمر على حقوق المساجين، والبرامج المخصصة لمساعدتهم وتأمين سكنهم عند إطلاق سراحهم. وصار أكثر انخراطًا في قضايا السكن بشكل عام.
في العقدين التاليين ساعد رحيم في تأسيس وتفعيل عدد من المنظمات السياسية ومنظمات التأييد في سان فرانسيسكو، قاد رابطة المستأجرين في مساكن بيرنال من 1995-1997. عارض تدمير المباني ضمن خطة (هوب 6)، وعمل من أجل تحقيق السكن ميسور التكلفة. في عام 1996 كان عضوًا مؤسسًا لمنظمة «السكن هو حق إنساني»، وهي منظمة غير ربحية تنادي بالسكن ميسور التكلفة.

## العودة إلى نيو أورلينز
عاد رحيم إلى لويزيانا في أواخر التسعينيات، حيث شارك في تأسيس وإدارة «مركز التطوير والإسكان المؤقت الاستثماري في ألجرز». تمكن هذا البرنامج الهادف لمساعدة المجرمين السابقين من تأمين السكن لأكثر من ألف سجين سابق. وكان أحد الأعضاء المؤسسين لمجموعة «الحج من أجل الحياة» في لويزيانا المناهضة لعقوبة الإعدام، إلى جانب الأخت هيلين بريجان.
في عام 1998، كان رحيم أحد مؤسسي «التحالف الوطني لتحرير الثلاثة من سجن أنغولا»، وهي منظمة عملت من أجل الإفراج عن ثلاثة من أفراد حزب النمور السود الذين أُدينوا بارتكاب جرائم قتل في السجن. وسجنوا لأكثر من عقدين في الحبس الانفرادي في سجن أنغولا. قال الثلاثة إنهم أبرياء وإن التهم ذات دوافع سياسية. أسقطت إدانة روبرت هيلاري كينج في عام 2001، وأُطلق سراحه بعد قبوله صفقة التماس. أسقطت إدانة هيرمان والاس وأُطلق سراحه في عام 2013 لأسباب إنسانية، توفي بعد ثلاثة أيام بسبب سرطان الكبد، كانت حينها الولاية تستعد لمحاكمته مجددًا. أدين ألبرت وودفوكس بتهمتي قتل في السجن وأُلغيتا، بسبب عدم كفاية الادعاء وأخطاء المدعي العام والتمييز العنصري. ألغتهما لجنة من محكمة استئناف الدائرة الخامسة، وأسقطت التهمة الثانية في عام 2016. قال وودفوكس إنه يود إثبات براءته وأضاف: «المخاوف بشأن صحتي وعمري دفعتني إلى حل هذه القضية، والحصول على إطلاق سراحي عبر صفقة لتقليل التهم تمت دون منافسة»، قبلَ صفقة التماس وأفرج عنه في فبراير 2016. 

## حزب الخضر وإعصار كاترينا وتجمع الأرضية المشتركة (2002 إلى الوقت الحاضر)
في عام 2002 انخرط رحيم في الانتخابات السياسية للمرة الأولى، خاض انتخابات مجلس مدينة نيو أورلينز لصالح حزب الخضر في لويزيانا وحصل على 3654 صوتًا (%2). قام برنامجه الانتخابي على تحسين الأجور المعيشية وتحسين الأوضاع العامة للسكن وإصلاح برامج اليافعين ونظام العدالة الخاص بالأحداث.
بقي رحيم في مدينة نيو أورلينز أثناء إعصار كاترينا متجاهلًا أوامر الإخلاء. في الأيام الفوضوية التي تلت الإعصار كتب رحيم مقالًا عن الأوضاع في المدينة بعنوان «إنها جريمة». أنشأ مركزًا مخصصًا لتوزيع الإغاثة في منزل أمه بعد الكارثة.
شارك لاحقًا في تأسيس تجمع الأرضية المشتركة مع منظمَين آخرين من أوستن في تكساس هما براندون داربي وسكوت كرو. وزعوا المساعدات محليًا وأداروا عيادة طبية مجتمعية، بمساعدة متطوعين من كافة أنحاء الولايات المتحدة. في الأشهر التالية سافر رحيم إلى أنحاء الولايات المتحدة لتقديم تقارير حول جهوده في نيو أورلينز، ولتشجيع المتطوعين على السفر والعمل معه.
أعلن في عام 2006 عن خططه في الترشح لعمادة نيو أورلينز لكنه لم يمضِ في ذلك.
في يوليو 2008 ترشح إلى انتخابات مجلس النواب لنيل المقعد الثاني لمقاطعة لويزيانا في الكونغرس، مرشَحًا عن حزب الخضر. خاض الانتخابات في مواجهة مرشح الحزب الديمقراطي وليام جيفرسون، ومرشح الحزب الجمهوري جوزيف قاو، ومرشح الحزب الليبرالي غريغوري كان. وفاز قاو. كان رحيم الثالث بين المرشحين بنسبة أصوات بلغت 2.8%.
كُشف في العام 2006 عن عمل مساعد رحيم براندون داربي، كمخبر لمكتب التحقيقات الفدرالي أثناء عمله في تجمع الأرضية المشتركة في نيو أورليانز.

## التمثيل في وسائل الإعلام
ظهر رحيم مع كرو والناشط سنسير علي شكور في الفيلم الوثائقي «مرحبًا بكم في نيو أورلينز» (2006)، من إخراج راسموس هولم، حول جهودهم في بناء المجتمع في المدينة.

## التكريم والجوائز
- في عام 2006، حصل رحيم على «جائزة بناة المجتمع» من «غلوبال إكس تشانج»، وهي منظمة دولية لحقوق الإنسان مقرها سان فرانسيسكو.
- في عام 2008، كُرم رحيم بمنحه «جائزة توماس ميرتون»، لالتزامه بالعمل الإنساني.[9]

## وصلات خارجية
- مالك رحيم على موقع IMDb (الإنجليزية)